# Campeonato Mundial de Pelota Vasca de 1986
El Campeonato del Mundo de Pelota Vasca de 1986 fue la 10.ª edición del Campeonato del Mundo de Pelota Vasca, organizado por la Federación Internacional de Pelota Vasca. El campeonato se celebró por primera vez en la historia en Vitoria (Álava, España).

## Desarrollo
El torneo se celebró del 13 al 21 de septiembre de 1986, contó con la participación de países como España, Argentina, México, Francia, Uruguay, Italia, Venezuela, Estados Unidos, Chile, Canadá, Japón y Suiza. El ganador final fue la selección de Francia, que obtenía así su quinto título absoluto de los campeonatos y segundo consecutivo, siendo la primera selección que lograba repetir título. Es digno de destacar la primera medalla de la historia que logró Cuba, con su bronce en la especialidad de mano parejas en frontón de 36 metros.

## Especialidades
Se disputaron 12 títulos mundiales en las diferentes especialidades, conforme el siguiente desglose en el que se indica el ganador y medallistas de cada una de ellas:
Trinquete, cinco títulos:
| Especialidad    | Oro                                | Plata                                | Bronce                               |
| Mano individual | Francia M. Martiarena              | México Alfredo Zea                   | España J.M. Presa                    |
| Mano parejas    | Francia P. Larronde - X. Saint     | España I. Azpiroz - Angulo           | México Pedro Santamaria - R. Saldaña |
| Paleta cuero    | Argentina F. Elortondo - Irigoitia | Uruguay C. Bernal - N. Iroldi        | España J.M. Igartua - Arbeloa        |
| Paleta goma     | Argentina J. Miró - S. Supan       | Francia F. Dibarrat - J.M. Aguirre   | Uruguay G. Arcaus - E. Liguera       |
| Xare            | Francia P. Lasarte - M. Garbizu    | Argentina E. Frigerio - R. Bizzozero | España J.L. Baztarrica - M. Uzcundun |

Frontón 36 metros, cuatro títulos:
| Especialidad    | Oro                                 | Plata                                | Bronce                            |
| Mano individual | España Iribarren II                 | Francia M. Berra                     | México Alfonso Izquierdo          |
| Mano parejas    | Francia Jaurena - Mutuberria        | España Arcelus - Satrustegi          | México Medina - Alfonso Izquierdo |
| Paleta cuero    | España Oscar Insausti - J.P. García | Francia Prat - Bonnet                | Argentina Beltramone - Ramírez    |
| Pala corta      | España Daniel García - R. Garrido   | México Fernando Iniestra - Pepe Musi | Francia J. Aguerre - C. Galanena  |

Frontón 30 metros, dos títulos:
| Especialidad | Oro                                  | Plata                          | Bronce                         |
| Frontenis    | México Jorge Marrón - José Becerra   | España F.J. Sellares - P. Fite | Cuba J. Pérez - A. Domínguez   |
| Paleta goma  | México Jaime Salazar - Edgar Salazar | Argentina M. Giri - A. Armas   | Chile J.P. Saez - J.A. Córdoba |

Frontón 54 metros, un título:
| Especialidad | Oro                            | Plata                                  | Bronce                                |
| Cesta punta  | Francia Etxeverria - Inchauspe | España A. Alberdi -Francisco Fernández | Estados Unidos A. Albrycht - G. Scott |

Nota 1: Se señalan únicamente los nombres de los pelotaris que disputaron las finales.

## Medallero
|   | País           | Oro | Plata | Bronce | Total |
| - | -------------- | --- | ----- | ------ | ----- |
| 1 | Francia        | 5   | 3     | 1      | 9     |
| 2 | España         | 3   | 4     | 3      | 10    |
| 3 | México         | 2   | 2     | 3      | 7     |
| 4 | Argentina      | 2   | 2     | 1      | 5     |
| 5 | Uruguay        | 0   | 1     | 1      | 2     |
| 6 | Estados Unidos | 0   | 0     | 1      | 1     |
| 6 | Chile          | 0   | 0     | 1      | 1     |
| 6 | Cuba           | 0   | 0     | 1      | 1     |

Nota 1: Se contabilizan en primer lugar el total de las medallas de oro, luego las de plata y en último lugar las de bronce.